# ジャパンラグビートップリーグ2003-2004
ジャパンラグビートップリーグ2003-2004は、2003年9月13日から2004年1月25日までレギュラーシーズンが行われた。

## 概要
ジャパンラグビートップリーグは、全国の社会人チームの強豪が一堂に会し、高レベルな試合を増やし、日本ラグビーの活性化につなげる事を目的として発足されたものである。2002年5月に日本ラグビーフットボール協会より発表された。
なお、この年から2005-06年度までのシーズンについては、レギュラーシーズンリーグ戦とマイクロソフトカップトップ8トーナメントは別個の公式戦とみなして行い、リーグ優勝はレギュラーシーズン1位チームが獲得する形式だった。

## 参加チーム
初年度参加チーム数は12チームで、
1. 2002年度東日本・関西・西日本の各地域リーグ1位
2. 「第55回全国社会人大会」予選プール上位2チーム
3. 上記1・2で選出されたチーム数により下記の方法で決定。
  1. 上記での選出チームが8チームの場合、残り4チームは第55回全国社会人大会予選プール3位チームとする。
  2. 上記での選出チームが9～11チームの場合、残りの1～3チームは第55回全国社会人大会予選プール3位チーム間の総当たり戦で出場決定戦を行う。

によって決定された。
上記の条件により初年度の参加チームは以下の12チームとなった。
| チーム名                       | 参加条件 | 詳細                                 |
| ------------------------------ | -------- | ------------------------------------ |
| サントリーサンゴリアス         | 1        | 東日本社会人リーグ1位                |
| ヤマハ発動機（ジュビロ）       | 1        | 関西社会人リーグ1位                  |
| 福岡サニックスボムズ           | 1        | 西日本社会人リーグ1位                |
| 三洋電機ワイルドナイツ         | 2        | 第55回全国社会人大会予選プールA組2位 |
| 近鉄ライナーズ                 | 2        | 第55回全国社会人大会予選プールB組1位 |
| NECグリーンロケッツ            | 2        | 第55回全国社会人大会予選プールC組1位 |
| リコーブラックラムズ           | 2        | 第55回全国社会人大会予選プールC組2位 |
| 東芝府中ブレイブルーパス       | 2        | 第55回全国社会人大会予選プールD組1位 |
| 神戸製鋼コベルコスティーラーズ | 2        | 第55回全国社会人大会予選プールD組2位 |
| クボタスピアーズ               | 3.2      | 第55回全国社会人大会予選プールB組3位 |
| ワールドファイティングブル     | 3.2      | 第55回全国社会人大会予選プールC組3位 |
| セコムラガッツ                 | 3.2      | 第55回全国社会人大会予選プールD組3位 |

## トップリーグ開幕節
- 数度に渡ってチャンピオンに輝いたチームであり、好ゲームを期待することが出来るためトップリーグの開幕戦は、サントリーVS神戸製鋼に決定した。[5]

| 2003年9月13日 15時30分 |

| サントリーサンゴリアス | 54-31 | 神戸製鋼コベルコスティーラーズ |
|                        | 詳細  |                                |

| 国立 観客数: 35000人 主審: 下井真介 |

| 2003年9月14日 13時00分 |

| 近鉄ライナーズ | 11-71 | 三洋電機ワイルドナイツ |
|                | 詳細  |                        |

| 花園 観客数: 10000人 主審: 吉浦忠孝 |

| 2003年9月14日 15時00分 |

| NECグリーンロケッツ | 71-10 | リコーブラックラムズ |
|                     | 詳細  |                      |

| 秩父宮 観客数: 5000人 主審: 谷口和人 |

| 2003年9月14日 15時00分 |

| ワールドファイティングブル | 24-26 | ヤマハ発動機 |
|                            | 詳細  |              |

| 花園 観客数: 10000人 主審: 相田真治 |

| 2003年9月14日 19時02分 |

| 福岡サニックスボムズ | 21-15 | クボタスピアーズ |
|                      | 詳細  |                  |

| 博多の森 観客数: 6200人 主審: 岩下眞一 |

| 2003年9月15日 13時01分 |

| 東芝府中ブレイブルーパス | 78-24 | セコムラガッツ |
|                          | 詳細  |                |

| 秩父宮 観客数: 6800人 主審: 藤実 |

## 順位表
| 順位 | チーム                         | 試合 | 勝 | 分 | 負 | 得点 | 失点 | 得失 | BP | 勝点 |                                    |
| ---- | ------------------------------ | ---- | -- | -- | -- | ---- | ---- | ---- | -- | ---- | ---------------------------------- |
| 1    | 神戸製鋼コベルコスティーラーズ | 11   | 9  | 0  | 2  | 439  | 286  | 153  | 11 | 47   | マイクロソフトカップ、日本選手権へ |
| 2    | 東芝府中ブレイブルーパス       | 11   | 8  | 1  | 2  | 503  | 283  | 220  | 10 | 44   | マイクロソフトカップ、日本選手権へ |
| 3    | ヤマハ発動機（ジュビロ）       | 11   | 8  | 2  | 1  | 334  | 223  | 111  | 6  | 42   | マイクロソフトカップ、日本選手権へ |
| 4    | サントリーサンゴリアス         | 11   | 8  | 0  | 3  | 408  | 265  | 143  | 10 | 42   | マイクロソフトカップ、日本選手権へ |
| 5    | ワールドファイティングブル     | 11   | 6  | 0  | 5  | 349  | 285  | 64   | 8  | 32   | マイクロソフトカップ、日本選手権へ |
| 6    | NECグリーンロケッツ            | 11   | 5  | 2  | 4  | 411  | 274  | 137  | 6  | 30   | マイクロソフトカップ、日本選手権へ |
| 7    | 三洋電機ワイルドナイツ         | 11   | 4  | 1  | 6  | 319  | 331  | -12  | 6  | 24   | マイクロソフトカップ、日本選手権へ |
| 8    | クボタスピアーズ               | 11   | 4  | 0  | 7  | 262  | 362  | -100 | 6  | 22   | マイクロソフトカップ、日本選手権へ |
| 9    | リコーブラックラムズ           | 11   | 3  | 0  | 8  | 273  | 402  | -129 | 7  | 19   | 入替戦へ                           |
| 10   | 近鉄ライナーズ                 | 11   | 3  | 0  | 8  | 292  | 510  | -218 | 6  | 18   | 入替戦へ                           |
| 11   | セコムラガッツ                 | 11   | 3  | 0  | 8  | 260  | 405  | -145 | 3  | 15   | 自動降格                           |
| 12   | 福岡サニックスボムズ           | 11   | 2  | 0  | 9  | 230  | 454  | -224 | 6  | 14   | 自動降格                           |

## マイクロソフトカップ
|  | 準々決勝                                     | 準々決勝                     |                                |    | 準決勝 | 準決勝 |  |  | 決勝 | 決勝 |
|  |                                              |                              |                                |    |        |        |  |  |      |      |
|  | 2004年2月8日 - 花園、大阪                    |                              |                                |    |        |        |  |  |      |      |
|  |                                              |                              |                                |    |        |        |  |  |      |      |
|  | 神戸製鋼コベルコスティーラーズ （リーグ1位） | 35                           |                                |    |        |        |  |  |      |      |
|  | 神戸製鋼コベルコスティーラーズ （リーグ1位） | 35                           | 2004年2月15日 - 花園、大阪     |    |        |        |  |  |      |      |
|  | ワールドファイティングブル （リーグ5位）     | 27                           |                                |    |        |        |  |  |      |      |
|  | ワールドファイティングブル （リーグ5位）     | 27                           | 神戸製鋼コベルコスティーラーズ | 10 |        |        |  |  |      |      |
|  | 2004年2月8日 - 秩父宮、東京                  |                              | 神戸製鋼コベルコスティーラーズ | 10 |        |        |  |  |      |      |
|  |                                              | NECグリーンロケッツ          | 34                             |    |        |        |  |  |      |      |
|  | NECグリーンロケッツ （リーグ6位）            | NECグリーンロケッツ          | 34                             | 32 |        |        |  |  |      |      |
|  | NECグリーンロケッツ （リーグ6位）            |                              | 2004年2月22日 - 国立、東京     | 32 |        |        |  |  |      |      |
|  | サントリーサンゴリアス （リーグ4位）         | 5                            |                                |    |        |        |  |  |      |      |
|  | サントリーサンゴリアス （リーグ4位）         | 5                            | NECグリーンロケッツ            | 24 |        |        |  |  |      |      |
|  | 2004年2月8日 - 花園、大阪                    |                              | NECグリーンロケッツ            | 24 |        |        |  |  |      |      |
|  |                                              | 東芝府中ブレイブルーパス     | 19                             |    |        |        |  |  |      |      |
|  | クボタスピアーズ （リーグ8位）               | 東芝府中ブレイブルーパス     | 19                             | 32 |        |        |  |  |      |      |
|  | クボタスピアーズ （リーグ8位）               | 2004年2月15日 - 秩父宮、東京 |                                | 32 |        |        |  |  |      |      |
|  | 三洋電機ワイルドナイツ （リーグ7位）         | 39                           |                                |    |        |        |  |  |      |      |
|  | 三洋電機ワイルドナイツ （リーグ7位）         | 39                           | 三洋電機ワイルドナイツ         | 34 |        |        |  |  |      |      |
|  | 2004年2月8日 - 秩父宮、東京                  |                              | 三洋電機ワイルドナイツ         | 34 |        |        |  |  |      |      |
|  |                                              | 東芝府中ブレイブルーパス     | 36                             |    |        |        |  |  |      |      |
|  | ヤマハ発動機（ジュビロ） （リーグ3位）       | 東芝府中ブレイブルーパス     | 36                             | 10 |        |        |  |  |      |      |
|  | ヤマハ発動機（ジュビロ） （リーグ3位）       |                              |                                | 10 |        |        |  |  |      |      |
|  | 東芝府中ブレイブルーパス （リーグ2位）       | 39                           |                                |    |        |        |  |  |      |      |
|  | 東芝府中ブレイブルーパス （リーグ2位）       | 39                           |                                |    |        |        |  |  |      |      |

## 入替制度

### 自動降格
トップリーグの結果、11位セコムラガッツのトップイースト10、12位福岡サニックスボムズのトップキュウシュウへの自動降格が決定した。

### トップリーグチャレンジシリーズ1
トップリーグチャレンジシリーズ1は、トップイースト10、トップウェスト、トップキュウシュウの優勝チームが自動昇格枠「2」、入替戦枠「1」をかけて総当たり方式で対戦する。
| 順位 | チーム                                  | 試合 | 勝 | 分 | 負 | 得点 | 失点 | 得失 | BP | 勝点 |          |
| ---- | --------------------------------------- | ---- | -- | -- | -- | ---- | ---- | ---- | -- | ---- | -------- |
| 1    | トヨタ自動車（トップウェスト）          | 2    | 2  | 0  | 0  | 128  | 27   | 101  | 2  | 10   | 自動昇格 |
| 2    | 日本IBMビッグブルー（トップイースト10） | 2    | 1  | 0  | 1  | 64   | 58   | 6    | 1  | 5    | 自動昇格 |
| 3    | 九州電力（トップキュウシュウ）          | 2    | 0  | 0  | 2  | 32   | 139  | -107 | 1  | 1    | 入替戦へ |
- 1月10日 トヨタ自動車 97–5 九州電力
- 1月18日 九州電力 27–42 日本IBMビッグブルー
- 1月24日 日本IBMビッグブルー 22–31 トヨタ自動車

以上の結果、1位トヨタ自動車、2位日本IBMビッグブルーがトップリーグへ自動昇格、3位九州電力がトップリーグ入替戦への進出が決定した。

### トップリーグチャレンジシリーズ2
トップリーグチャレンジシリーズ2は、トップウェスト、トップキュウシュウの2位チームとトップイースト10の代表チーム が入替戦枠「1」をかけて総当たり方式で対戦する。
| 順位 | チーム                                             | 試合 | 勝 | 分 | 負 | 得点 | 失点 | 得失 | BP | 勝点 |          |
| ---- | -------------------------------------------------- | ---- | -- | -- | -- | ---- | ---- | ---- | -- | ---- | -------- |
| 1    | 豊田自動織機（トップウェスト）                     | 2    | 2  | 0  | 0  | 102  | 45   | 57   | 2  | 10   | 入替戦へ |
| 2    | 釜石シーウェイブスRFC（トップイースト10代表[7]）   | 2    | 1  | 0  | 1  | 43   | 87   | -44  | 1  | 5    |          |
| 3    | コカ・コーラウエストジャパン（トップキュウシュウ） | 2    | 0  | 0  | 2  | 57   | 70   | -13  | 3  | 3    |          |
- 1月10日 豊田自動織機 42–30 コカ・コーラウエストジャパン
- 1月18日 コカ・コーラウエストジャパン 27–28 釜石シーウェイブスRFC
- 1月24日 釜石シーウェイブスRFC 15–60 豊田自動織機

以上の結果、1位豊田自動織機がトップリーグ入替戦への進出を決めた。

### トップリーグ入替戦
規定により、トップリーグ9位リコーブラックラムズが、トップチャレンジ2・1位豊田自動織機と、トップリーグ10位近鉄ライナーズがトップチャレンジ1・3位の九州電力と入替戦を行った。
- 2月7日 リコーブラックラムズ（トップリーグ9位） 31–13 豊田自動織機（トップチャレンジ2・1位）
- 2月7日 近鉄ライナーズ（トップリーグ10位） 47–24 九州電力（トップチャレンジ1・3位）

入替戦の結果、リコーブラックラムズと近鉄ライナーズのトップリーグ残留が決まった。

## 表彰
2003-2004シーズンの年間表彰式は、2004年1月29日に実施された。

### チーム表彰

#### TOP LEAGUE 優勝チーム
|        | チーム名                       | 備考 |
| ------ | ------------------------------ | ---- |
| 優勝   | 神戸製鋼コベルコスティーラーズ |      |
| 準優勝 | 東芝府中ブレイブルーパス       |      |
| 第3位  | ヤマハ発動機（ジュビロ）       |      |

#### フェアプレーチーム賞
| チーム名               | 備考 |
| ---------------------- | ---- |
| 三洋電機ワイルドナイツ |      |

#### 功労賞
| チーム名                       | 備考 |
| ------------------------------ | ---- |
| 神戸製鋼コベルコスティーラーズ |      |

#### 特別賞
| チーム名                 | 備考 |
| ------------------------ | ---- |
| 三洋電機ワイルドナイツ   |      |
| ヤマハ発動機（ジュビロ） |      |

#### マイクロソフトカップ優勝チーム
|        | チーム名                 | 備考 |
| ------ | ------------------------ | ---- |
| 優勝   | NECグリーンロケッツ      |      |
| 準優勝 | 東芝府中ブレイブルーパス |      |

### 個人表彰

#### トップリーグMVP
| 氏名       | 所属チーム                     | 備考 |
| ---------- | ------------------------------ | ---- |
| 元木由記雄 | 神戸製鋼コベルコスティーラーズ |      |

#### 新人賞
| 氏名   | 所属チーム             |
| ------ | ---------------------- |
| 菅藤心 | サントリーサンゴリアス |

#### 最多トライゲッター
| 氏名             | 所属チーム          | 備考     |
| ---------------- | ------------------- | -------- |
| グレン・マーシュ | NECグリーンロケッツ | 11トライ |

#### 得点王
| 氏名     | 所属チーム               | 備考                  |
| -------- | ------------------------ | --------------------- |
| 日原大介 | 東芝府中ブレイブルーパス | 147得点（7T/50G/4PG） |

#### ベストキッカー
| 氏名     | 所属チーム                 | 備考                |
| -------- | -------------------------- | ------------------- |
| 福岡幸治 | ワールドファイティングブル | 117得点（33G/17PG） |

#### ファンサービス賞
| 氏名     | 所属チーム                     |
| -------- | ------------------------------ |
| 大畑大介 | 神戸製鋼コベルコスティーラーズ |

#### マイクロソフトカップMVP
| 氏名     | 所属チーム          | 備考 |
| -------- | ------------------- | ---- |
| 箕内拓郎 | NECグリーンロケッツ |      |

### ベストフィフティーン
| ポジション | 氏名                 | 所属チーム                     | 備考 |
| ---------- | -------------------- | ------------------------------ | ---- |
| PR1        | 高橋寛               | 東芝府中ブレイブルーパス       |      |
| HO         | 松尾大樹             | 東芝府中ブレイブルーパス       |      |
| PR3        | 清水秀司             | 神戸製鋼コベルコスティーラーズ |      |
| LO         | ジェミー・ワシントン | サントリーサンゴリアス         |      |
| LO         | ロイス・ウイリス     | 神戸製鋼コベルコスティーラーズ |      |
| FL         | 大久保直弥           | サントリーサンゴリアス         |      |
| FL         | グレン・マーシュ     | NECグリーンロケッツ            |      |
| NO8        | 伊藤剛臣             | 神戸製鋼コベルコスティーラーズ |      |
| SH         | 池田渉               | 三洋電機ワイルドナイツ         |      |
| SO         | 今村友基             | 神戸製鋼コベルコスティーラーズ |      |
| WTB        | ビリモニ・デラサウ   | ヤマハ発動機（ジュビロ）       |      |
| WTB        | 大畑大介             | 神戸製鋼コベルコスティーラーズ |      |
| CTB        | アラマ・イエレミア   | サントリーサンゴリアス         |      |
| CTB        | 元木由記雄           | 神戸製鋼コベルコスティーラーズ |      |
| FB         | 小野澤宏時           | サントリーサンゴリアス         |      |

## 参照
1. ↑  第55回全国社会人大会予選プールA組1位チーム
2. ↑  第55回全国社会人大会予選プールB組2位チーム
3. ↑  第55回全国社会人大会予選プールA組3位チーム
4. 1 2 3  西日本社会人リーグで1位だったサニックスが第55回全国社会人大会予選プールA組で3位だったため出場決定戦を行わず、3チームのトップリーグ参入が決まった。
5. ↑  「ジャパンラグビー トップリーグ」第1節の対戦カード
6. ↑  トーナメント方式でトップイースト10の2・3位チームとトップノース優勝チームによる代表決定戦の勝利チーム
7. ↑  トップイースト10・3位
8. ↑  コベルコスティーラーズ 2003年度